# 静岡県立清水西高等学校
静岡県立清水西高等学校（しずおかけんりつ しみずにしこうとうがっこう）は、静岡県静岡市清水区青葉町に所在する公立高等学校。

## 設置学科
- 普通科 （看護医療進学コース、特別進学コース）

## 部活動
- 運動部
  - 陸上競技、硬式野球、サッカー、ソフトテニス、女子バレーボール、女子バスケットボール、男子バスケットボール、ダンス、卓球、弓道
- 文化部
  - パソコン、美術、合唱、演劇、ライフデザイン、茶道、箏曲

## 沿革
注釈のない限りは、公式ページから引用。
- 1907年（明治40年）4月 - 巴高等小学校に「組合立巴女子技芸学校」が付設される。
- 1911年（明治44年）3月 - 組合立巴実科高等女学校として開校。
- 1918年（大正7年）3月16日 - 組合立巴高等女学校に改称。
- 1919年（大正8年） - 安倍郡立巴高等女学校に改称。
- 1922年（大正11年）4月1日 - 静岡県立巴高等女学校に改称。
- 1928年（昭和3年） - 校歌制定。
- 1930年（昭和5年） - 校章制定。
- 1931年（昭和6年）2月1日 - 静岡県立清水高等女学校に改称。
- 1938年（昭和13年）6月1日 - 現在地（当時の地番：清水市上清水273番地）に校舎が完成し移転。
- 1945年（昭和20年）
  - 7月7日 - 講堂以外の校舎を全部焼失。
  - 9月 - 小糸製作所に仮校舎を設置。
- 1946年（昭和21年）12月21日 - 新校舎完成。
- 1948年（昭和23年） - 静岡県立清水第二高等学校に改称。
- 1949年（昭和24年）4月 - 静岡県立清水西高等学校に改称。男女共学となるが、翌年女子校に戻る。
- 1966年（昭和41年）3月 - 衛生看護科開設（2004年に閉科）。
- 1991年（平成3年）10月9日 - 創立80周年記念式典 挙行。
- 2001年（平成13年）10月 - 創立90周年記念式典 挙行。記念講演にアグネス・チャン来校。
- 2005年（平成17年）4月 - 男女共学再開。
- 2011年（平成23年）10月22日 - 創立100周年記念式典 挙行。
- 2021年（令和3年）10月26日 - 創立110周年記念式典・記念講演（ゴルゴ松本）開催（静岡市清水文化会館）[2]。
- 2025年（令和7年）4月 - 第2棟 新校舎 使用開始[3]。

## 卒業生
- 佐野洋子（絵本作家・エッセイスト）
- さくらももこ（漫画家）
- 半田悦子（元プロサッカー選手）
- 石毛秀樹（ガンバ大阪選手）
- 加賀美翔（元プロサッカー選手）
- 立田悠悟（柏レイソル選手）
- 鈴木準弥（FC東京選手）
- 宮本航汰（清水エスパルス選手）
- 滝裕太（清水エスパルス選手）
- 梅田透吾（清水エスパルス選手）
- 成岡輝瑠（レノファ山口FC選手）
- 菊地脩太（V・ファーレン長崎選手）

## アクセス
- しずてつジャストライン市立病院線 ｢堂林二丁目｣停留所から、徒歩2分

## その他
- 同校の西側に「西高町」（にしたかちょう）という地名があるが、直接の関係はない。
- 漫画家さくらももこの母校として知られている。また、西高の開校80周年記念誌『春風の夢』では、彼女が表紙・裏表紙イラストを担当し、巻頭にはOGとしてのコメントを寄稿している。100周年記念誌『清く けだかく 美しく』の表紙・扉ページと、同時期に同窓会向けに配布されたエコバッグでも、在校当時の自身をモチーフとしたイラストを寄稿している（絵柄は、小学館版『ひとりずもう』の表紙に近い）[4][5][6]。生徒やOGなどの関係者にしか配布されなかったため、完全な非売品である。記念誌については、静岡市内の一部の図書館でしか見ることができない[7]。
- さくらももこの漫画『ひとりずもう』の高校編や、『ほのぼの劇場』の高校時代のエピソードの舞台となっており、1980年代前半（女子校時代）の当校の様子が描かれている。また、彼女のデビュー作「教えてやるんだありがたく思え!」（『ちびまる子ちゃん』単行本第1巻や、文庫『ほのぼの劇場』第1巻に収録）も、当校の当時の教師たちが題材となっている[8]。